# 克里斯蒂安·費拉斯
克里斯蒂安·費拉斯（法語：Christian Ferras，1933年6月17日—1982年9月14日）是一位20世紀著名的法國小提琴家。

## 生平
費拉斯出生於勒图凯，小提琴演奏啟蒙於其父。1941年，他進入尼斯音樂院就讀，1943年以第一名成績畢業，翌年再進入巴黎國立高等音樂院。1946年，費拉斯再以第一名（第一獎）成績取得小提琴、室內樂文憑。其職業生涯的初始，與乔治·埃内斯库有密切的合作。
1948年，費拉斯在斯海弗宁恩音樂節獲得了競賽首獎，耶胡迪·梅纽因是評審之一。翌年，他在朗-蒂博小提琴大賽得到第二獎（首獎從缺）。1951年，受卡爾·貝姆之邀，費拉斯與维也纳爱乐乐团合作演出，使他聲名大噪，並隨即巡迴日本、南美等地。1959年起，他在美國的事業大為看好，與指揮家查理·明希的合作為他打開了後續的演出、錄音邀約。
費拉斯是二十世紀法國樂壇最讓後人惋惜不已的小提琴天才之一；1975年，費拉斯因健康因素而宣布退休。1982年他曾短暫復出，8月25日在维希是其生前最後的公開演出。費拉斯長期為抑鬱症所苦。1982年9月14日，他於巴黎自殺，年僅49歲。

## 作品

### 首演
- 奥涅格，無伴奏小提琴奏鳴曲，1948年11月16日
- 克洛德·帕斯卡（法语：Claude Pascal (compositeur)），小提琴與鋼琴奏鳴曲（與皮埃爾·巴爾比澤合作），1952年
- 伊凡·西蒙諾夫（Ivan Semenoff），雙協奏曲，1952年
- 班多·古拉（Bando Gyula），小提琴協奏曲
- 塞爾日·尼格（法语：Serge Nigg），小提琴協奏曲，1960年

### 商業錄音
費拉斯的多數錄音作品都是由EMI所發行的，較為人所熟知者包括：
- 貝多芬小提琴與鋼琴奏鳴曲（與皮埃爾·巴爾比澤合作），1958年

以及勃拉姆斯、舒曼、法蘭克、勒克等人的室內樂作品。在協奏曲方面，他留下的錄音則有貝爾格、勃拉姆斯、西貝流士、柴可夫斯基、貝多芬和巴赫等作品。

## 獲獎與榮譽
- 朗-蒂博小提琴大賽（法语：Concours Long-Thibaud-Crespin），二獎（首獎從缺）
- 唱片大獎（Grand Prix du Disque）
- 愛迪生獎
- 巴黎國立高等音樂院公開表揚，1975年

## 軼事
- 弗萊德·艾利查德（西班牙语：Federico Elizalde）的小提琴協奏曲於1944年由吉娜特·內弗擔任世界首演[2]，同曲的倫敦首演則由費拉斯負責，作曲家本人亦在現場[3][4]。此外，14歲的費拉斯錄製了此曲的首張商業錄音（1947年11月7日）。

## 外部連結
- 克里斯蒂安·費拉斯的Discogs页面（英文）
- "Les Amis de Christian Ferras" (in French); accessed 25 February 2016.